# Scott Haffner
Scott Richard Haffner (Terre Haute, 2 febbraio 1966) è un ex cestista statunitense, professionista nella NBA.

## Carriera
È stato selezionato dai Miami Heat al secondo giro del Draft NBA 1989 (45ª scelta assoluta).

## Statistiche

### College
| Anno      | Squadra                  | PG  | PT | MP   | TC%  | 3P%  | TL%  | RP  | AP  | PRP | SP  | PP   |
| --------- | ------------------------ | --- | -- | ---- | ---- | ---- | ---- | --- | --- | --- | --- | ---- |
| 1984-1985 | Illinois Fighting Illini | 29  | 1  | 6,9  | 32,3 | -    | 56,3 | 0,6 | 0,6 | 0,1 | 0,1 | 1,7  |
| 1986-1987 | Evansville P. Aces       | 27  | 27 | 37,4 | 43,2 | 38,0 | 90,9 | 3,3 | 4,2 | 1,4 | 0,2 | 17,9 |
| 1987-1988 | Evansville P. Aces       | 29  | -  | 35,1 | 46,0 | 45,4 | 84,4 | 3,3 | 5,5 | 1,2 | 0,4 | 15,3 |
| 1988-1989 | Evansville P. Aces       | 31  | 31 | 36,3 | 53,8 | 45,8 | 90,1 | 4,4 | 3,6 | 1,1 | 0,4 | 24,5 |
| Carriera  | Carriera                 | 116 | 59 | 28,9 | 47,5 | 43,1 | 87,2 | 2,9 | 3,5 | 0,9 | 0,3 | 15,0 |